# Berești-Bistrița
Beresti-Bistrita là một xã thuộc hạt Bacău, România. Dân số thời điểm năm 2002 là 3420 người.